# Leichtathletik-Weltmeisterschaften 2003/Teilnehmer (Namibia)
| Gelbes Symbol für Goldmedaillen mit stilisierten Olympischen Ringen | Graues Symbol für Silbermedaillen mit stilisierten Olympischen Ringen | Braundes Symbol für Bronzemedaillen mit stilisierten Olympischen Ringen |
| ------------------------------------------------------------------- | --------------------------------------------------------------------- | ----------------------------------------------------------------------- |
| —                                                                   | —                                                                     | —                                                                       |

Der Leichtathletikverband von Namibia hat an den Leichtathletik-Weltmeisterschaften 2003 in St. Denis mit drei Athleten teilgenommen.

## Teilnehmer

### Frauen

#### Laufdisziplinen
| Athletin      | Disziplin | Vorlauf     | Vorlauf | Halbfinale  | Halbfinale | Finale | Finale |
| Athletin      | Disziplin | Zeit        | Platz   | Zeit        | Platz      | Zeit   | Platz  |
| ------------- | --------- | ----------- | ------- | ----------- | ---------- | ------ | ------ |
| Agnes Samaria | 800 m     | 2:01,51 min | 6       | 2:02,66 min | 8          | DNQ    | DNQ    |

### Männer

#### Laufdisziplinen
| Athletin         | Disziplin | Vorrunde | Vorrunde | Viertelfinale | Viertelfinale | Halbfinale | Halbfinale | Finale  | Finale |
| Athletin         | Disziplin | Zeit     | Platz    | Zeit          | Platz         | Zeit       | Platz      | Zeit    | Platz  |
| ---------------- | --------- | -------- | -------- | ------------- | ------------- | ---------- | ---------- | ------- | ------ |
| Frank Fredericks | 200 m     | 20,65 s  | 3        | 20,49 s       | 3             | 20,29 s    | 3          | 20,47 s | 7      |
| Tobias Hiskia    | Marathon  | –        | –        | –             | –             | –          | –          | DNF     | DNF    |